# Stan Kenton
Stanley "Stan" Newcombe Kenton (født 15. december 1911 i Wichita, Kansas City, død 25. august 1979 i Los Angeles, Californien, USA) var en amerikansk orkesterleder , komponist , arrangør og pianist. Kenton Formede sit eget big band i 1941 , og bragte big band musikken stor fornyelse. Især i 50´erne og 60´erne , hvor han uropførte værker af bl.a. arrangørerne Pete Rugolo , Bill Holman og Dee Barton. Orkesteret rummede gennem årene talentfulde musikere såsom Peter Erskine , Tim Hagans , John Von Ohlen , Maynard Ferguson og Art Pepper. Hans orkester er kendt for numre som The Peanut Vendor , Artistry in Rythm , Intermission Riff og Eager Beaver. Den danske orkesterleder og arrangør Ib Glindemann var en stor tilhænger af Kenton og hans musik , og startede på det grundlag Radioens big band , midt i 1960'erne.

## Diskografi
- Stan Kenton in HiFi
- Cuban Fire
- Kenton ´56
- Back To Balboa
- Lush Interlude
- The Stage Door Swings
- On The Road
- The Kenton Touch
- The Ballad Style of Stan Kenton
- Stan Kenton Live at the Tropicana – Las Vegas
- In New Jersey
- At Ukiah
- Viva Kenton
- Standards in Silhouette
- Stan Kenton´s Christmas
- The Romantic Approach
- Stan Kenton´s West Side Story
- Mellophonium Magic
- Sophisticated Approach
- Adventures In Standards
- Adventures In Blues
- Adventures In Jazz
- Adventures In Time
- Stan Kenton´s Mellophonium Band
- Artistry in Bossa Nova
- Artistry in Voices And Brass
- Wagner
- Stan Kenton Conducts The Los Angeles Neophonic Orchestra
- Stan Kenton Conducts The Jazz Compositions of Dee Barton
- Hair
- Live At Redlands University
- Live At Brigham Young University
- Live at Butler University
- Stan Kenton Today
- National Anthems of The World
- Birthday in Britain
- 7,5 On The Richter Scale
- Stan Kenton Plays Chicago
- Fire , Fury an Fun
- Stan Kenton Without His Orchestra
- Kenton ´76
- Journey Into Capricorn
- Live at sunset Ridge Country Club – Chicago
- Live In Cologne vol 1 & 2
- Street Of Dreams
- Last Recordings ( Unreleased live from Los Angeles ) vol. 1 & 2